# P&O Cruises
P&O Cruises is een Britse cruisemaatschappij. Het is sinds 2003 onderdeel van Carnival Corporation & plc, daarvoor behoorde het toe aan de Peninsular and Oriental Steam Navigation Company. Het is de oudste cruisevaartmaatschappij ter wereld en de eerste cruises werden al in de jaren veertig van de 19e eeuw uitgevoerd.

## De vloot
Tegenwoordig beschikt de rederij over zeven schepen die alle onder de Bermudaanse vlag varen. Het oudste schip is de MS Oriana uit 1995 en het jongste schip is de MS Azura uit het bouwjaar 2010. Medio 2011 kreeg Fincantieri een order voor de bouw van een nieuw cruiseschip van 141.000 bruto ton van P&O Cruises. Het schip kan maximaal 3611 passagiers meenemen en zal in maart 2015 worden opgeleverd en bij de vloot worden gevoegd.

### Huidige schepen
| Naam            | Grootte in ton | Lengte in meter | Dekken | Passagiers |
| --------------- | -------------- | --------------- | ------ | ---------- |
| MS Adonia 2001  | 30.277         | 181             | 9      | 688        |
| MS Arcadia 2005 | 85.000         | 290             | 10     | 2.388      |
| MS Aurora 2000  | 76.000         | 270             | 10     | 1.878      |
| MS Azura 2010   | 116.000        | 290             | 16     | 3.092      |
| MS Oceana 2002  | 77.499         | 261             | 10     | 1.950      |
| MS Oriana 1995  | 69.153         | 260             | 10     | 1.828      |
| MS Ventura 2008 | 116.000        | 290             | 16     | 3.092      |

### Voormalige schepen
| Naam            | Grootte in ton | Lengte in meter | Dekken | Passagiers |
| --------------- | -------------- | --------------- | ------ | ---------- |
| MS Artemis 1984 | 44.380         | 230             | 9      | 1.196      |